# 佩金氏魮
佩金氏魮（学名：Barbus pagenstecheri）為輻鰭魚綱鯉形目鯉科魮属的其中一個種。該物種於1884年由Johann Gustav Fischer描述，分布於非洲吉力馬札羅山的高山河流，體長可達35公分。

## 扩展阅读
維基物種上的相關：佩金氏魮